# Microgephyra grandis
Microgephyra grandis är en tvåvingeart som beskrevs av Lyneborg 1972. Microgephyra grandis ingår i släktet Microgephyra och familjen stilettflugor. Inga underarter finns listade i Catalogue of Life.